# 重庆北站
重庆北站位于中国重庆市渝北区天宫殿街道龙头寺，是线上式布局的特大型客运站，也是重庆主城区客运站规划中“三主两辅”中的三个主要客运站之一。车站由中国铁路成都局集團管辖。

## 概要

### 名称
由于位于沙坪坝区的沙坪坝站在此站启用之前原名为“重庆北站”。为避免市民将这两个车站混淆，在该重庆北站启用之前，位于沙坪坝区的老“重庆北站”更名为建站之初的“沙坪坝站”，然而此后仍有出租车司机因习惯将沙坪坝站称为北站而将欲前往龙头寺的乘客误载至沙坪坝站。
重庆北站北广场于2015年启用后，南北广场一带的地名也对乘客造成了困扰。

### 南广场的兴建和扩建
2005年12月5日，龙头寺火车站竣工。车站站房总建筑面积16121平方米，主体为两层、局部三层。一层西侧为售票大厅，设有16个窗口，面积430平方米；中部为进站广庭，面积1805平方米，连接分布于一层和二层的各个候车室。车站设有两个普通候车室，以及母婴、残疾人、软席、军人候车厅及贵宾厅2座，面积5000余平方米，总共可以容纳5000名旅客候车。除此之外，车站还设有一间游戏室。站场设有11条股道和4座旅客站台，被高14米、长540米、建筑面积56000平方米的无站台柱雨棚覆盖。
2006年9月25日，龙头寺火车站正式命名为重庆北站。2006年10月22日，重庆北站正式投入使用，首班出發的列车为至成都的N886次列车。重庆北站的开通缓解了既有重庆站和沙坪坝站不敷应用的情况，2007年重庆地区70%以上的旅客列车改由重庆北站接发。
重庆北站南场在建成投入使用时的售票厅仅有16个售票窗口，面积较小，无法满足本站购票客流需求，被人们戏称为“售票室”，更有重庆本地媒体使用“售票亭”这一调侃称呼。鉴于此情况，重庆北站南场在2008年9月动工新建了1700平米的第二售票厅，增建了28个售票窗口以减轻售票压力，使重庆北站南场的售票窗口共达到44个。在2009年9月遂渝铁路开通之时，原售票厅被改造为和谐号动车组候车室。重庆北站南场仅剩新建的第二售票厅。
2011年1月18日，在原动车组候车室外新建“动二候车室”（原动卧候车室）投入使用，面积1500平方米，以解决动车组候车室面积过小的问题。同时再次新建的第二售票处于1月24日启用。第二售票处位于主候车厅和动车候车厅之间，面积556平方米，共有23个售票窗口；同时启用的还有临时增建的、面积3000平方米的普通候车室。
为沙坪坝站和重庆站改造、及渝利铁路开通做准备，车站于2010年12月28日实施过渡扩能工程，新建岛式站台（5站台）一座并延长既有的进出站天桥和地道。工程于2011年4月完工，并于5月8日沙坪坝站关闭时启用。此外铁路部门还修建了唐家沱联络线、渝涪二线和重庆北货车外绕线，使得渝利线动车在北广场未建成的情况下接入重庆枢纽。
2012年12月，第一候车厅再次进行入口改造，以增加候车区域面积。渝利铁路于2013年7月开通，列车安排在既有南站房乘降作临时过渡。铁路部门在原候车大楼东南侧增的建临时普三厅投入使用，以缓解随着渝利铁路（现沪汉蓉客运专线）的开通导致的原候车区域面积过小的问题。同年8月，重庆北货车外绕线随兴隆场站一同投入使用。

### 北广场的建设和两场运营

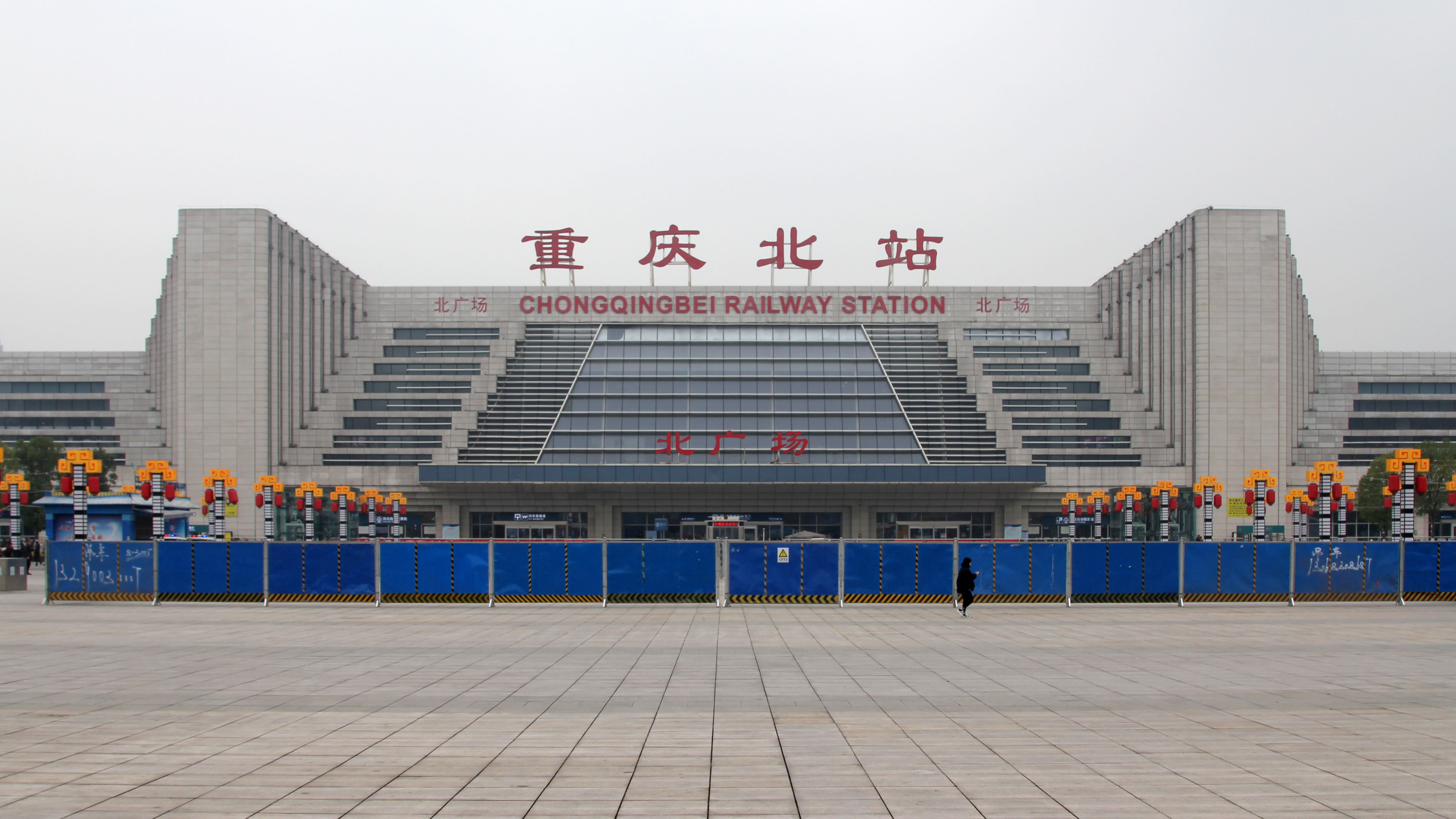
重庆北站（北广场）

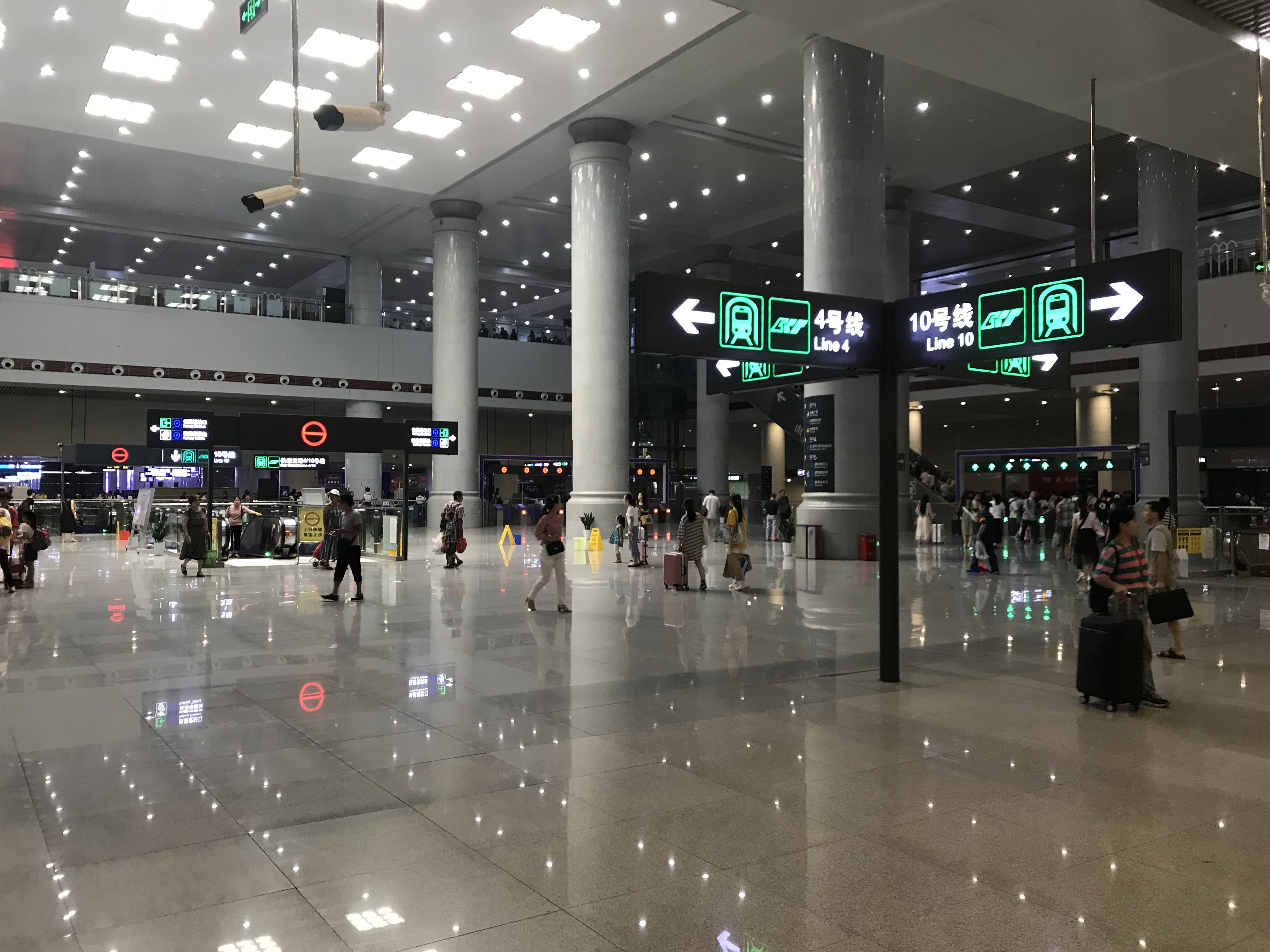
位于北广场出站大厅的轨道交通重庆北站北广场站厅，连接4号线和10号线

渝利铁路和渝万客运专线规划接入重庆北站，由于现有设施不能满足需要，为此车站规划在既有重庆北站北侧进行扩建工程。土石方工程于2012年6月底动工，而站房建设工程则于2013年1月1日正式开工。
重庆北站北广场于2014年1月20日实现主体结构封顶，并于6月30日完成金属屋面工程，进入内部装修工程。2014年12月20日，北广场一期工程正式完工，并于2015年1月1日投入使用。
重庆北站北场由于开工较晚，使得在渝利铁路开通，新增大量车次的情况下，南场已开始超负荷运转。原本“建成渝利场、渝万场站房后封闭南场改造”的方案不得不修改为“渝利场建成即投用，与南场分工协作”的方案，但这一方案导致了在一段时期内，重庆北站成为“事实上的两个火车站”，渝利场站房开通运营初期也导致大量乘客因不知情或不熟悉交通情况而误车。
重庆北站周边的接驳交通站点包括服务于南广场的重庆北站南广场站和重庆北站南广场汽车站，以及北广场一带的龙头寺站和重庆北站北广场汽车站。此外，渝北区红旗河沟还设有与重庆火车北站相隔6公里的重庆汽车北站，这些站点的名称极易被混淆，因此常有乘客搭错车、下错站，并最终误车，这种站名混乱的现象也被重庆市民调侃为“哥德巴赫猜想”。为此，重庆市政协委员李耀于2016年1月建议重庆市相关部门统一对龙头寺地区火车站、汽车站、轨道车站的站名进行规范，并在周边建立更加清晰的导向标识。2016年4月7日，重庆市交委称重庆北站周边公交车、轨道、长途汽车站、出租车站、停车场的更名工作将于4月30日前完成。其中，轨道交通3号线“重庆北站”更名为重庆北站南广场站，在建的轨道4号线和10号线在重庆北站北广场设重庆北站北广场站，龙头寺站不更名。位于红旗河沟的“重庆汽车北站”则更名为重庆红旗河沟汽车站。
2016年6月，重庆北站新建一条临时地下通道和一座临时天桥，这两个新建设施均位于付费区域，于2017年1月竣工，以一定程度上连通南广场和北广场。新建的临时通道位于重庆北站渝万场9站台下方，全长约126.64米、宽约5.7米、高约3.3米；通道成都端连接既有渝怀场出站地道，怀化端连接北广场的城市通廊。临时天桥位于渝万场9站台高架站房至渝怀场11站台既有天桥间，天桥长约11米、宽约8米。2017年12月28日，随重庆轨道交通10号线的开通，重庆北站北广场终于连通城市轨道交通。
渝万客运专线城际在重庆北站北广场建设10-14站台并扩建既有北广场高架候车室2400平方米。10-13号站台在客专通车前便已随成渝客运专线于2015年底开通，14站台则于2016年年底开通。

### 一体化改造

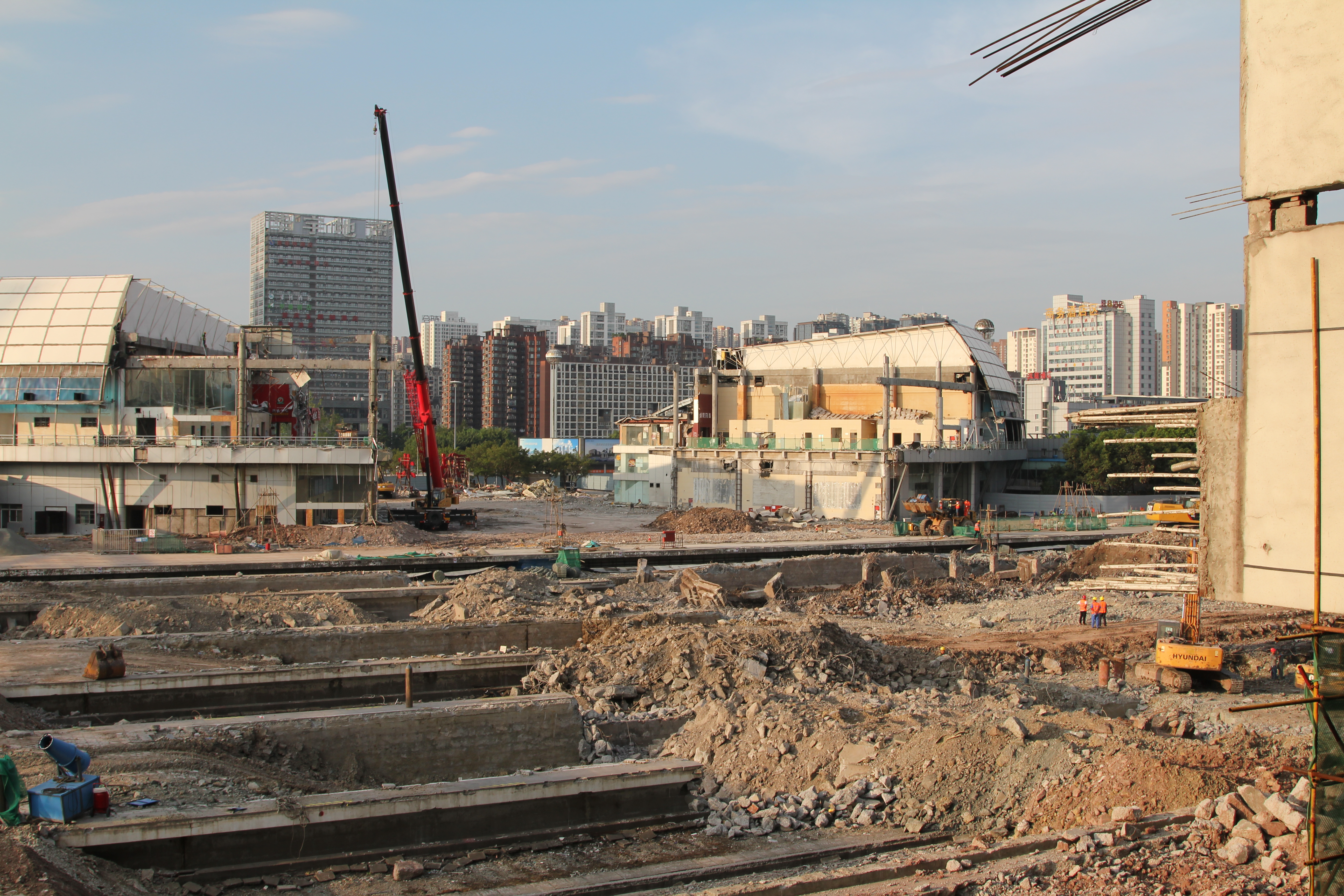
南广场正在拆除重建(摄于2019年9月)

由于南广场在历经多次扩建后仍无法应付持续增长的客流，加上与北广场联通不便，铁路部门计划将重庆北站南广场的站房和站场拆除重建。2019年7月10日，重慶北站南廣場改造正式啟動，原南广场始发终到的旅客列車分别改至重慶西站、重庆站和重庆北站北广场始發終到。自此南广场暂时完全关闭，所有列车旅客均使用北广场乘降，易走错站的问题暂时得到解决。
重庆北站南广场改造工程于2021年1月6日完工，并于2021年1月20日投入服務。旅客在重庆北站下车后可在地下通道自由选择由南广场或北广场离开重庆北站，同时无需再次安检即可乘坐轨道交通线路。南北广场连接通道仅对出站旅客开放，接站市民不能由此通道來往南广场至北广场，只能乘坐10號線或者購票入站的方式往來南北廣場。

## 车站规模

### 站房
重庆北站目前拥有南北两座站房，采用高架候车室和地下城市通廊将两侧站房相互连接，总面积10万余平方米。其中北站房于2015年1月1日投入使用，第一期建筑面积（含高架候车室）79945平方米，2016年底渝万城际铁路开通后增加候车室面积2400平方米。北站房以“内陆开放高地”为设计理念，外立面以“山城引宾至、三峡迎客来”为设计意向，体现重庆大山大水的城市特色。南站房始建于2005年，2019年7月起封闭改造，并于2021年1月重新投入使用。新建南站房以重庆的“山水名城”为设计意向，立面通过采用渐变的穿孔纹理构成起伏舒展的曲线。
北站房共分5层。其中，地上1层主要为站台层，北侧为进站口，东西两侧各设一个售票大厅；2层为高架候车厅，每小时可发送16000名旅客；3层是商业夹层；地下1层主要为到达层，并设有交通核和一个地下售票处，地下2层则是轨道10号线区域。
- 北站房进站口
- 高架候车室
- 高架候车室北侧俯瞰
- 北出站大厅和北广场地铁入口

### 站场布置
重庆北站自北向南由渝利场、渝万场和渝怀场三部分组成，是一座共拥有14座站台（其中侧式站台2座、岛式站台12座）、29条股道的特大型线上式布局客运站。其中，1-12股道为渝利场，含5座站台、9条到发线，于2015年1月1日建成投用，主要用于动车组列车和经由渝利铁路运营的普通列车的接发车作业。13-21股道为渝万场，于2016年投入使用，站台编号为10-19号。22-29股道为渝怀场，设有4座标准站台，站台编号20-27，用于普通列车的接发车作业；重庆东环线机场支线通过车站东侧的寸滩线路所接入本站渝怀场。
车站东侧设有重庆机务段重庆北折返所、江北客整所（驻有重庆车辆段重庆北运用/动集运用车间）和重庆北动车所（驻有重庆车辆段重庆北动车运用车间）。
| 渝利场↓ | 1站台                             |  |
|         | 1股道                             |  |
|         | 2股道                             |  |
|         | 2站台                             |  |
|         | 3站台                             |  |
|         | 3股道                             |  |
|         | 4股道                             |  |
|         | 4站台                             |  |
|         | 5站台                             |  |
|         | 5股道                             |  |
|         | VI股道（宁蓉上行正线）            |  |
|         | VII股道（宁蓉下行正线）           |  |
|         | 8股道                             |  |
|         | 6站台                             |  |
|         | 7站台                             |  |
|         | 9股道                             |  |
|         | 10股道                            |  |
|         | 8站台                             |  |
|         | 9站台                             |  |
|         | 11股道                            |  |
|         | 12股道                            |  |
| 渝利场↑ | 10站台                            |  |
| 渝万场↓ | 11站台                            |  |
|         | 13股道                            |  |
|         | 14股道                            |  |
|         | 12站台                            |  |
|         | 13站台                            |  |
|         | 15股道                            |  |
|         | 16股道                            |  |
|         | 14站台                            |  |
|         | 15站台                            |  |
|         | XVII股道（郑渝上行正线、到发线）  |  |
|         | XVIII股道（郑渝下行正线、到发线） |  |
|         | 16站台                            |  |
|         | 17站台                            |  |
|         | 19股道                            |  |
|         | 20股道                            |  |
|         | 18站台                            |  |
|         | 19站台                            |  |
| 渝万场↑ | 21股道                            |  |
| 渝怀场↓ | XXII股道（渝怀下行正线）          |  |
|         | 20站台                            |  |
|         | 21站台                            |  |
|         | 23股道                            |  |
|         | 24股道                            |  |
|         | 22站台                            |  |
|         | 23站台                            |  |
|         | 25股道                            |  |
|         | XXVI股道（渝怀上行正线）          |  |
|         | 27股道                            |  |
|         | 24站台                            |  |
|         | 25站台                            |  |
|         | 28股道                            |  |
|         | 29股道                            |  |
| 渝怀场↑ | 26站台                            |  |

## 车站周围
- 重庆轨道交通
  - 环線（南廣場）
  - 直快车（北广场）
  - 3號線（南廣場）
  - 4號線（北广场）
  - 10號線（北广场、南廣場）

## 使用情况
重庆北站目前办理渝利、渝怀、遂渝和襄渝方向的旅客列车到发任务。2015年1月1日开通的兰渝铁路重庆至合川段的列车也在此接发。此外，成渝客运专线因菜园坝站尚未完工，部分列车在璧山站东侧的半边山线路所转入井西联络线（沿途有芭蕉沟线路所、歌乐山站），随后经井口站向东接入重庆北站渝万场。